# روبي راي
روبي راي (بالإنجليزية: Robbie Ray)‏ هو لاعب كرة قاعدة أمريكي، ولد في 1 أكتوبر 1991 في برينتوود في الولايات المتحدة.

## وصلات خارجية
- روبي راي على موقع دوري كرة القاعدة الرئيسي (الإنجليزية)
- روبي راي على موقعبيزبول رفرنس.كوم (الدوري الرئيسي) (الإنجليزية)
- روبي راي على موقعبيزبول رفرنس.كوم (الدوري الثانوي) (الإنجليزية)
- روبي راي على موقع إي إس بي إن.كوم (أم.أل.بي) (الإنجليزية)
- روبي راي على موقع مشجعي الرسوم البيانية (الإنجليزية)